# Илия Димов
Илия Стойков Димов е български състезател по свободна борба в категория до 52 кг.

## Биография
Роден е в с. Дрангово, област Благоевград на 8-ми февруари 2008 г. Първоначало започва да тренира футбол в юношеските формации на  Беласица (Петрич). Там тренира от 2019 до средата на 2020, след което се отказва. На 20 юни 2020 започва да тренира борба в СКБ „Беласица - Цар Самуил“. През 2021 г. е взет от СКБ „Левски София“, където тренира още.

## Успехи
1 място
- Републиканско 42кг - 2021 г. [1]

2 място
- Републиканско 52 кг - 2022 г. [2]
- Спортист на Община Петрич - 2022 г.

3 място
- Републиканско 42 кг - 2020 г. [3]
- Републиканско 47 кг - 2020 г.
- Турнир в памет на Лютви Ахмедов - 2021 г.

Купа за най техничен състезател